# Trofeo Conde de Fenosa
El Trofeo Conde de Fenosa  fue una competición amistosa veraniega de fútbol que tuvo lugar en La Coruña, teniendo como anfitrión al Real Club Deportivo de La Coruña. Fue instituido por el financiero y filántropo coruñés Pedro Barrié de la Maza.
La competición se disputó en el estadio de Riazor, situado en la ciudad de La Coruña, Galicia, entre los años de 1968 y 1976, excepto en 1970. 
Tras su desaparición el Deportivo de La Coruña se convirtió en anfitrión del Trofeo Juan Acuña entre los años 1989 y 2007 y del Trofeo Teresa Herrera a partir del año 2000. 
El título del Trofeo obedece a un título nobiliario denominado Condado de Fenosa de la región de Galicia.

## Palmarés
| Año  | Edición      | Campeón                   | Resultado  | Subcampeón                | Tercero          | Resultado | Cuarto                |
| ---- | ------------ | ------------------------- | ---------- | ------------------------- | ---------------- | --------- | --------------------- |
| 1968 | I            | Racing Club               | 1-0        | RC Deportivo de La Coruña | CR Flamengo      | -         | -                     |
| 1969 | II           | RC Deportivo de La Coruña | triangular | Estudiantes LP            | RC Celta de Vigo | -         | -                     |
| 1970 | No disputado | -                         | -          | -                         | -                | -         | -                     |
| 1971 | III          | FC Torpedo Moscú          | 3-1        | RC Deportivo de La Coruña | -                | -         | -                     |
| 1972 | IV           | Eintracht Fráncfort       | 1-0        | RC Deportivo de La Coruña | -                | -         | -                     |
| 1973 | V            | Real Madrid CF            | 2-1        | RC Deportivo de La Coruña | -                | -         | -                     |
| 1974 | VI           | RC Deportivo de La Coruña | 1-0        | CD Ourense                | RC Celta de Vigo | -         | Racing Club de Ferrol |
| 1975 | VII          | RC Deportivo de La Coruña | triangular | Bonsucesso FC             | CA River Plate   | -         | -                     |
| 1976 | VIII         | Atlético Mineiro          | 4-2        | RC Deportivo de La Coruña | RC Celta de Vigo | 2-0       | Deportivo Galicia     |

## Número de conquistas
- Deportivo de La Coruña 3: 1969, 1974, 1975.
- Real Madrid CF 1: 1973.
- Racing Club 1: 1968.
- Atlético Mineiro 1: 1976.
- Eintracht Fráncfort 1: 1972.
- Torpedo Moscú 1: 1971.